# Paweł Kołodziej
Paweł Kołodziej, właśc. Paweł Rybarczyk-Kołodziej; (ur. 24 września 1980 w Krynicy-Zdroju) – polski bokser wagi junior ciężkiej i ciężkiej, komentator redakcji sportowej Polsatu.

## Kariera kick-bokserska
Paweł Kołodziej od dzieciństwa wiązał swoją przyszłość ze sportem. W Krynicy-Zdroju początkowo trenował taekwondo, jednak po kilku tygodniach zmienił tę dyscyplinę na kick-boxing. Jako reprezentant klubu Athletics Poznań zdobył złoty medal w Węgrowie na młodzieżowych mistrzostwach Polski. Jako senior zdobył czterokrotnie Puchar Polski oraz mistrzostwo Polski w formule full contact.

## Kariera bokserska

### Kategoria junior ciężka
25 września 2004 roku zadebiutował na zawodowym ringu. Po 4-rundowym pojedynku pokonał na punkty jednogłośną decyzją sędziów Słowaka Sylvestra Petrovica.
1 lipca 2006 roku zdobył tytuł młodzieżowego mistrza świata federacji WBC, nokautując w 6 rundzie Węgra Adriana Rajkaia.
24 lutego 2007 roku po raz pierwszy obronił młodzieżowy pas WBC, wygrywając na punkty jednogłośną decyzją sędziów Gruzina Armena Aziziana.
9 lutego 2008 roku wygrał przez nokaut w 7 rundzie z Węgrem Laszlo Hubertem; w ten sposób obronił po raz drugi tytuł młodzieżowego mistrza świata federacji WBC.
20 czerwca 2009 roku zdobył pas mistrza świata federacji IBC w kategorii junior ciężkiej.
W dwunastorundowej walce o wakujący tytuł pokonał na punkty (118:111, 118:110, 118:110) Czecha Romana Kracika.
18 grudnia 2009 roku obronił pas mistrza świata federacji IBC w kategorii junior ciężkiej, pokonując przez TKO w 6 rundzie Amerykanina Roba Callowaya.
20 marca 2010 roku, w swojej 25 walce na zawodowym ringu, Kołodziej zdobył pas mistrza świata federacji WBF, zwyciężając w 3 rundzie przez TKO Anglika Marka Krence'a.
12 czerwca 2010 roku po raz pierwszy obronił tytuł mistrza świata federacji WBF, zwyciężając przez techniczny nokaut Kameruńczyka z francuskim paszportem Parfaita Amougui Amougou. Walka odbyła się w rodzinnym mieście boksera - Krynicy-Zdroju.
20 listopada 2010 Paweł Kołodziej pokonał przez nokaut, w 3 rundzie Johna McClaina, zdobywając tymczasowy tytuł Mistrza Państw Bałtyckich federacji WBC.
5 marca 2011 Kołodziej zmierzył się z Felixem Corą Jr. o pasy WBA International i WBC Baltic. Po 12-rundowym pojedynku jednogłośnie na punkty zwyciężył Polak, stosunkiem punktów 116:112 i dwukrotnie 118:110.
12 listopada 2011 Paweł Kołodziej obronił pas WBA International, pokonując w 2 rundzie przez poddanie rywala Mauro Adriana Ordialesa.
17 marca 2012 Kołodziej pokonał jednogłośnie na punkty Giuliana Ilie, stosunkiem punktów 120:107, 118:110 i 117:110. Stawką pojedynku był interkontynentalny pas IBF. Walka była także oficjalnym eliminatorem o drugie miejsce w  rankingu federacji IBF, kategorii junior ciężkiej.
20 kwietnia 2013 Paweł Kołodziej po ponad 13-miesięcznej przerwie spowodowanej kontuzją, pokonał jednogłośnie na punkty po 8 rundach (80:71, 80:71 i 80:68), Richarda Halla.
15 czerwca 2013  w 8-rundowym pojedynku w bydgoskiej hali podczas gali "Wojak Boxing Night", pokonał jednogłośnie na punkty Argentyńczyka Cesara Crenza (20-7, 14 KO).
23 listopada 2013 podczas gali "Wojak Boxing Night" w Jastrzębiu Zdroju. Kołodziej zmierzył się z urodzonym w Nigerii reprezentantem Niemiec Prince Anthony Ikeji (14-8-1, 10 KO), pokonując go przez techniczny nokaut w siódmej rundzie, choć sam był również liczony.
27 września 2014 w Moskwie Kołodziej walczył po raz pierwszy o pas mistrza świata federacji WBA i przegrał przez nokaut w drugiej rundzie z Denisem Lebiediewem z Rosji.

### Waga ciężka
4 marca 2016 były pretendent do tytułu mistrza świata wagi junior ciężkiej Paweł Kołodziej udanie powrócił na ring po półtorarocznej przerwie, nokautując w drugiej rundzie Władimira Letra.

## Kariera komentatorska
W lipcu 2020 został dziennikarzem komentującym na kanałach sportowych Polsatu i w systemie pay per-wiew walki bokserskie oraz różnych innych sztuk walki, m.in.: MMA.